# Петрополье (Ростовская область)
Петрополье — хутор в Матвеево-Курганском районе Ростовской области.
Входит в состав Большекирсановского сельского поселения.

## География

### Улицы
- ул. Березовая,
- ул. Миусская,
- ул. Пудовкина,
- пер. Гвардейский.

## Население
| 2010 |
| ---- |
| 189  |

### Известные люди
В хуторе похоронен Пудовкин, Павел Григорьевич — Герой Советского Союза.